# Ritual (Soulfly)
Ritual è l'undicesimo album in studio del gruppo musicale statunitense Soulfly, pubblicato il 19 ottobre 2018 dalla Nuclear Blast.

## Descrizione
È il primo album con il nuovo bassista Mike Leon.

## Tracce
1. Ritual – 4:55
2. Dead Behind the Eyes – 5:17
3. The Summoning – 4:15
4. Evil Empowered – 3:34
5. Under Rapture – 5:42
6. Demonized – 4:42
7. Blood on the Street – 4:33
8. Bite the Bullet – 3:52
9. Feedback! – 3:00
10. Soulfly XI – 3:26

## Formazione
Gruppo
- Max Cavalera – voce, chitarra
- Marc Rizzo – chitarra
- Mike Leon – basso, voce
- Zyon Cavalera – batteria, percussioni

Altri musicisti
- Randy Blythe – voce (nel brano 2)
- Ross Dolan – voce (nel brano 5)
- Igor Cavalera Jr. – voce (nel brano 9)

Cast tecnico
- Josh Brooks – ingegneria acustica
- Jeff Sinclair, Kyle McAulay, Lana Migliore – assistenti ingegneria acustica
- Nick Rowe – ingegneria acustica, programmazione
- Glen La Ferman – fotografia
- Brad Blackwood – masterizzazione
- Eliran Kantor – artwork
- Josh Wilbur – produzione, registrazione, missaggio